# Кеннеди, Алан
А́лан Ке́ннеди (англ. Alan Phillip Kennedy; род. 31 августа 1954, Сандерленд, Дарем) — английский футболист, защитник, более всего известный своими выступлениями за «Ньюкасл Юнайтед» и «Ливерпуль». Известен тем, что ему удалось забить несколько голов в финалах крупных турниров.

## Карьера
Родившийся в Сандерленде Кеннеди каким-то образом ускользнул от внимания селекционеров местного футбольного клуба «Сандерленд» и неожиданно оказался в составе их принципиальных соперников из «Ньюкасл Юнайтед». В составе «Сорок» 19-летний Алан принял участие в финале розыгрыша Кубка Англии, в котором его клуб на Уэмбли с разгромным счётом уступил будущей команде Кеннеди — «Ливерпулю». Два года спустя на том же самом стадионе его «Ньюкасл» снова проиграл, на этот раз «Манчестер Сити» со счётом 2:1 в финале Кубка Лиги.

### «Ливерпуль»
Летом 1978 менеджер «Ливерпуля» Боб Пэйсли решил приобрести талантливого защитника, чтобы окончательно решить проблему на левом фланге, где без особого успеха уже пробовали играть правоногие Фил Нил, Алан Хансен и Джоуи Джонс. Трансфер состоялся, но за Кеннеди «Ливерпулю» пришлось выложить 330 тысяч фунтов. Дебют Алана состоялся 19 августа 1978 в матче на «Энфилде» против «Куинз Парк Рейнджерс», который завершился победой «Ливерпуля» со счётом 2:1, а уже 9 сентября Кеннеди сумел открыть счёт и своим голам за новый клуб, забив мяч в ворота «Бирмингем Сити». Первый же сезон Кеннеди в мерсисайдском клубе ознаменовался триумфом в домашнем первенстве. Команда выиграла Первый дивизион, чему в немалой степени поспособствовала уверенная игра Кеннеди, партнёром которого по левому флангу стал его однофамилец Рэй.
Сезон 1980/81 для него почти пропал из-за травмы, однако Алан восстановился как раз вовремя, чтобы помочь своему клубу выиграть новые трофеи. Сначала он забил гол «Вест Хэму» в финале Кубка Лиги 1981 года. Лондонцы сумели сравнять счёт, но в переигровке сильнее всё равно оказался «Ливерпуль». Однако самым памятным матчем этого сезона остался поединок в Париже, где в финале Кубка Чемпионов «Ливерпулю» противостоял «Реал». Матч не изобиловал опасными моментами, и его судьба была решена в последние десять минут встречи, когда Кеннеди совершил рывок по своему левому флангу и мощным ударом поразил ворота соперника. Так «Ливерпуль» выиграл третий Кубок чемпионов в своей истории.
В следующем году Кеннеди снова доказал, что ему нет конкурентов на этой позиции на поле, и помог своей команде в очередной раз выиграть Первый дивизион, а также снова взять Кубок Лиги. А ещё год спустя он снова отличился забитым голом в финале, сравняв счёт в решающем поединке на Кубок Лиги, который «Ливерпуль» выиграл у «Манчестер Юнайтед» со счётом 2:1. Кстати, в этот же сезон Кеннеди взял и свой четвёртый титул чемпиона Англии.
В 1984 году «Ливерпулю» удалось сделать требл, выиграв чемпионат, Кубок Лиги и Кубок чемпионов, и снова Алан доказал свою незаменимость, забив решающий пенальти в серии в финальном матче против «Ромы», который проводился на её поле в Риме.
Последний сезон Кеннеди в составе «Ливерпуля» оказался «свободным» от призов. Несмотря на то, что он по-прежнему регулярно доказывал на поле своё право играть в каждом матче, летом 1985 года Кенни Далглиш, ставший играющим тренером «Ливерпуля», сменив на тренерском мостике Джо Фэгана, решил продать Алана в «Сандерленд». Не в последнюю очередь это решение было продиктовано быстрым прогрессом молодого ирландца Джима Беглина.

### После Ливерпуля
Первый сезон в «Сандерленде» Кеннеди провёл очень уверенно, никому не дав усомниться в своём мастерстве, однако уже в следующем сезоне ему пришлось делить своё место на поле с Фрэнком Грэем. Кампания выдалась для «Чёрных котов» очень тяжёлой. Команда заняла 20-е место во Втором дивизионе и уступила в стыковых матчах «Гиллингему», а потому следующий сезон начала дивизионом ниже. Кеннеди перебрался в «Уиган», а позже в «Хартлпул», откуда отправился на континент, за короткое время поиграв в датском Б-1903 и бельгийском «Беерсхоте».
Впоследствии он так также играл за английские «Нортуич Виктория» и «Колн Динамоус», откуда Алан ненадолго вернулся в профессиональный футбол, поиграв за представлявший Футбольную лигу валлийский «Рексем», а затем снова вернулся к любителям, поиграв ещё за «Моркам», «Незерфилд», «Рэдклифф Боро» и, наконец, «Барроу». Завершил свою карьеру он в возрасте 40 лет.
В настоящее время Кеннеди работает аналитиком «Sky Sports», ведёт колонку для официального сайта «Ливерпуля», регулярно выступает за команду ветеранов «Красных», а также руководит футбольной школой и ведёт своё радиошоу на «century fm».
Фигура Алана Кеннеди и поныне пользуется большим уважением среди болельщиков «Ливерпуля». По результатам голосования, проведённого на официальном сайте «Ливерпуля», он занял 31-е место среди 100 лучших игроков, которые когда-либо играли за клуб.

## Достижения
Ливерпуль
- Первый дивизион 1979, 1980, 1982, 1983, 1984
- Кубок европейских чемпионов 1981, 1984
- Кубок Лиги 1981, 1982, 1983, 1984
- Суперкубок Англии 1979, 1980, 1982